# Киселёво (Ростовская область)
Киселёво — село в Красносулинском районе Ростовской области. Административный центр Киселёвского сельского поселения.

## География
Находится на реке Кундрючьей в 14 км к западу от центра Красного Сулина и в 6,5 км от границы с Украиной.

### Улицы
- ул. Веселая,
- ул. Восточная,
- ул. Заречная,
- ул. Колодезная,
- ул. Ленина,
- ул. Лермонтова,
- ул. Луговая,
- ул. Мичурина,
- ул. Молодёжная,
- ул. Набережная,
- ул. Нахичевань,
- ул. Партизанская,
- ул. Потемкина,
- ул. Пушкина,
- ул. Речная,
- ул. Ростовская,
- ул. Степная,
- ул. Титова,
- ул. Школьная.

## История
Село Киселёво было основано в 1810 году войсковым старшиной Дмитрием Киселёвым. Первыми его жителями стали семьи крепостных крестьян, которые были доставлены из деревни Тычково Козельского уезда Калужской губернии. Имение Киселёва располагалось у реки на её правом берегу. Сам хозяин посещал его только летом, а остальное время проживал в Новочеркасске.
В середине XIX века в селе Киселёво, которое входило в Гуковскую волость, насчитывалось уже 25 дворов и проживало 180 человек.
После отмены крепостного права крестьянам села были выделены наделы земли ― по три с половиной десятины на взрослого мужчину. Эти наделы просуществовали до самой революции. За это время не раз менялись и хозяева поместья.
В 1914 году в селе существовало уже 72 двора и проживало 650 жителей. На левом берегу Кундрючьей находился поселок Малый Киселёв, который основала вдова капитана Киселёва в начале XIX века, где проживало 70 человек. С приходом Советской власти оба населенных пункта соединились в одно село Киселёво. Киселёвцами был организован колхоз «Сигнал».
С началом Великой Отечественной войны на фронт ушли около 300 жителей села, из них погибли 120.
В честь 30-летия победы над фашизмом в центре села был установлен мемориальный памятник с именами воинов — земляков и освободителей Киселёво. Здесь же захоронены останки Героя Советского Союза летчика А. Ф. Соломатина и его боевого товарища младшего лейтенанта И. А. Алтухова.
После окончания войны киселёвцы восстановили свое хозяйство. Колхозу было присвоено имя видного советского ученого-биолога и селекционера И. В. Мичурина.
В селе есть школа, фельдшерско-акушерский пункт, отделение связи, АТС с радиоузлом.
В центре села установлены памятники В. И. Ленину и Н. В. Мичурину.

## Население
| 2010 |
| ---- |
| 805  |

### Известные люди
В селе похоронен Кравцов, Семён Иванович (1923—1985) — Герой Социалистического Труда.